# 高田輪中 (大分県)
高田輪中（たかたわじゅう）とは、大分県大分市の大野川下流にある輪中。
『大分市高田の「輪中」集落群』の名称でおおいた遺産に登録されている。

## 概要
大野川と支流の乙津川に挟まれた高田地区が相当し、大野川河口部の三角州に形成された南北3キロメートル・東西1キロメートル・面積350ヘクタールの琵琶状の中洲である。複雑に分岐する大野川の洪水に古くから苦しんだ地域であるが、被害の反面多大な恩恵もあったため洪水を受け入れ、川と共存する文化が形成されていた。
住居は、石垣で高くした土地の上に家屋を構え、1階は壁を減らして開放的にすることで水害での流失を防ぎ、2階に避難しやすいように階段の幅を広く作るという工夫がされていた。この点は強固な土堤防を築き、堤防が切れた際の避難所を設けた濃尾平野の輪中群とは大きく異なるが、その一方で住居より高所の水屋に生活必需品や小船を置くといった形式濃尾平野の考え方とも共通する。
住居の周辺には水害時に水を制御する目的で「クネ」と呼ばれる生垣が植えられ、大洪水の際にの避難先も兼ねていた。クネに利用された木の種類はムク、クス、カエデなど。
洪水時には、石垣に掘った溝に「サブタ」と呼ばれる大きな板がはめ込まれた。サブタによって集落に流れ込むのを防がれた泥水は周囲の畑に流れ込み、畑に有機物を残した。

## 歴史
縄文時代のこの地域の大半が海であったと考えられ、長い年月をかけて形成された沖積平野である。
江戸時代に肥後藩主となった加藤清正によって「溢流堤」が築かれるが、この当時の堤防は地区の下流側半分に堤防を持たない「尻ごみ堤」であり、大雨が降ると大野川や乙津川が頻繁に氾濫した。農業に適した肥沃な土壌を求めた集落が増えていくが、集落は自然堤防上に立地し、石垣住居や水屋といった水害対策がとられるようになる。
以降も堤防は強化されていったものの、江戸時代から昭和初期までの間に60回以上の水害に見舞われた。1929年（昭和4年）から大野川の計画高水量を定めて治水計画がなされるが、1943年（昭和18年）と1945年（昭和20年）には計画高水量をはるかに超える大洪水が発生し、計画の大幅な修正を余儀なくされる。1946年（昭和21年）に地区全体が堤防で囲まれ、1962年（昭和37年）に大野川の洪水を乙津川に分流する「乙津川分流堰」が完成した。治水計画は1974年（昭和49年）までに完了した
2008年（平成19年）に大分合同新聞社が主催する「おおいた遺産」に登録された。